# Dart Cycle Car Company
Dart Cycle Car Company war ein kanadischer Hersteller von Automobilen.

## Unternehmensgeschichte
Das Unternehmen hatte seinen Sitz in Toronto. Beteiligt waren Harry B. Smith und Frank M. Lorsh. Das Kapital betrug 100.000 Kanadische Dollar. Ende 1913 wurden Pläne zur Automobilproduktion bekannt gegeben. Die Produktion ist für 1914 überliefert. Der Markenname lautete Dart. Die Produktionszahlen blieben gering.
Außer der Namensgleichheit gab es keine bekannte Verbindung zu der in Waterloo (Iowa) hergestellten Fahrzeugmarke Dart, unter der jahrzehntelang überwiegend Nutzfahrzeuge vertrieben wurden.

## Fahrzeuge
Scripps-Booth war der Lizenzgeber für die Fahrzeuge. Außerdem lieferte er einige Teile. Die Fahrzeuge wurden als Cyclecars bezeichnet. Allerdings lag beim Scripps-Booth der Hubraum mit 1157 cm³ oberhalb des Limits von 1100 cm³ für Cyclecar.